# گلور تپه (دو تپه)
گلور تپه (دو تپه) مربوط به هزاره اول قبل از میلاد است و در استان خراسان شمالی، فاروج، غرب شهر واقع شده و این اثر در تاریخ ۲۳ فروردین ۱۳۴۵ با شمارهٔ ثبت ۷۰۲ به‌عنوان یکی از آثار ملی ایران به ثبت رسیده است.